# Metal Gear 2: Solid Snake
Metal Gear 2: Solid Snake (japanska: メタルギア２ ソリッドスネーク Hepburn: Metaru Gia Tsū Soriddo Sunēku?, även kallat MG2) är den andra delen i Metal Gear-serien skapad av Hideo Kojima.

## Handling
Världen är i oljekris men Dr. Kio Marv har funnit en lösning. Han blir dock kidnappad och spåren leder till Zanzibar Land. FOXHOUND skickar agenten Solid Snake för att hitta Dr. Marv och stoppa terroristerna, som troligen är beväpnade med kärnvapen.
Snake tar sig genom basen på Zanzibar Land och får snart reda på att terroristerna har ännu en Metal Gear-maskin. Snake tar sig genom basen och eliminerar terroristerna. I slutet väntar de två ledarna över terroristerna. Big Boss, Snakes f.d. chef som förrådde FOXHOUND i uppdraget vid Outer Heaven från det föregående spelet, och agenten Grey Fox som varit försvunnen ett tag. Snake lyckas än en gång besegra sin ärkefiende och hans nya medhjälpare.